# Łukasz Ratajczak
Łukasz Ratajczak (ur. 19 maja 1986 w Wejherowie) – polski koszykarz występujący na pozycji silnego skrzydłowego, obecnie zawodnik KS Księżak Syntex Łowicz.
4 października 2011 roku rozwiązał kontrakt za porozumieniem stron z Polpharmą Starogard Gdański, obecnie zawodnik Spójni.
Jest wychowankiem UKS Ósemka Wejherowo (później WKK Wejherowo). Wraz z klubem z Wejherowa zdobył tytuł mistrza Polski kadetów i drugiego wicemistrza Polski juniorów. Występował w młodzieżowych reprezentacjach Polski (U-16, U-18).
23 lipca 2018 został zawodnikiem AZS-u Koszalin.

## Osiągnięcia
Stan na 3 sierpnia 2017, na podstawie, o ile nie zaznaczono inaczej.
Drużynowe
- Wicemistrzostwo:
  - I ligi – awans do ekstraklasy (2006)
  - II ligi (2011)
- Finalista pucharu Polski PZKosz (2014)[4]
- Wicemistrz Polski juniorów starszych (2000)[5]
- Półfinał polskiej ekstraklasy (2010)
- Uczestnik rozgrywek EuroChallenge (2008/09)

Indywidualne
- Zaliczony do I składu pucharu Polski PZKosz (2014)[4]

Reprezentacja
- Brązowy medalista mistrzostw Europy U–20 dywizji B (2005)